# Antocha (Antocha) angustiterga
Antocha (Antocha) angustiterga is een tweevleugelige uit de familie steltmuggen (Limoniidae). De soort komt voor in het Oriëntaals gebied.